# 于绍 (沃克吕兹省)
于绍（法語：Uchaux，法語發音：[yʃo]）是法国普罗旺斯-阿尔卑斯-蓝色海岸大区沃克吕兹省的一个市镇，位于该省北部，属于阿维尼翁区。

## 地理
于绍（44°12'35"N, 4°48'3"E）面积18.48 平方千米，位于法国普罗旺斯-阿尔卑斯-蓝色海岸大区沃克吕兹省，该省份为法国东南部内陆省份，北起德龙省，西北接阿尔代什省，西接加尔省，南至罗讷河口省，东南角与瓦尔省接壤，东临上普罗旺斯阿尔卑斯省。
与于绍接壤的市镇（或旧市镇、城区）包括：罗什居德、拉加尔德帕雷奥勒、蒙德拉贡、莫尔纳斯、奥朗日、皮奥朗克、塞里尼昂迪孔塔。

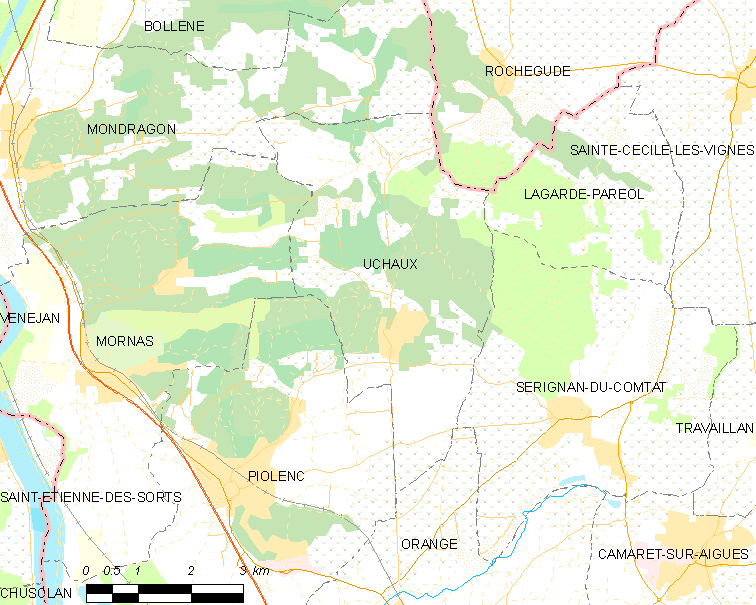
的OSM定位图

于绍的时区为UTC+01:00、UTC+02:00（夏令时）。

## 行政
于绍的邮政编码为84100，INSEE市镇编码为84135。

## 政治
于绍所属的省级选区为博莱讷县。

## 人口

1962-2008年间人口变化图示

于绍于2022年1月1日时的人口数量为1702人。